# Awigdor Lieberman
Awigdor Lieberman (hebr. אביגדור ליברמן, ur. jako Ewiet Lwowicz Libierman (ros. Эвет Львович Либерман) 5 lipca 1958 w Kiszyniowie) – izraelski polityk, lider partii Nasz Dom Izrael (Jisra’el Betenu), wicepremier w latach 2006–2008 i 2009–2012, minister infrastruktury narodowej w latach 2001–2002, minister transportu w latach 2003–2004, minister spraw strategicznych w latach 2006–2008 minister spraw zagranicznych w latach 2009–2012 i 2013–2015, minister obrony w latach 2016–2018, a od 2021 do 2022 minister finansów. Poseł do Knesetu w latach 1999–2003, 2006–2016 i od 2018.
Autor planu ponownego wytyczenia tzw. Zielonej linii, granicy z Autonomią Palestyńską, w taki sposób, iż tzw. meshulash („trójkąt”) stanowiący region Wadi-Ara (który stał się terytorium Izraela na mocy porozumienia z Jordanią w 1949 roku), powróciłby pod arabskie panowanie. Lieberman wyjaśnia swój pomysł tym, że praktycznie wszyscy mieszkańcy tego terenu to Palestyńczycy, którzy powinni mieszkać w granicach przyszłego państwa palestyńskiego. Oba kraje, zarówno palestyński, jak i izraelski winny być zdaniem Liebermana jednolite narodowościowo.
Wielu Izraelczyków postrzegało plan Liebermana jako przymusowy „transfer” populacji arabskiej, co przypomina propozycje innych skrajnie prawicowych partii politycznych. Pomimo że zrealizowanie koncepcji Liebermana nie spowoduje wygnania Arabów z ich domów, utracą oni całość izraelskich praw obywatelskich, a zwierzchność nad nimi oddana zostanie przyszłemu państwu palestyńskiemu. Izraelscy Arabowie, Partia Pracy i inne ugrupowania silnie sprzeciwiają się propozycjom Liebermana.
W maju 2006 roku Lieberman wywołał ostre reakcje po tym jak zażądał egzekucji arabskich deputowanych do Knesetu, którzy spotkali się z członkami Hamasu. W październiku 2006 roku premier Ehud Olmert i Lieberman podpisali porozumienie koalicyjne. Zgodnie z nim, Lieberman został wicepremierem i ministrem ds. strategicznych. Ta ostatnia posada została stworzona specjalnie dla niego, w związku z zagrożeniem ze strony potencjału wojskowego Iranu.
31 marca 2009 roku został wicepremierem i ministrem spraw zagranicznych w drugim rządzie Binjamina Netanjahu, jednak 18 grudnia 2012 podał się do dymisji ze względu na zarzuty korupcyjne. Po oczyszczeniu go z tych zarzutów, ponownie zaprzysiężony na stanowisku 11 listopada 2013.

## Życiorys
Lieberman urodził się w Mołdawii, będącej wówczas częścią Związku Radzieckiego. W 1978 roku wyemigrował do Izraela. Służył w wojsku izraelskim, a potem ukończył stosunki międzynarodowe i nauki polityczne na Uniwersytecie Hebrajskim w Jerozolimie.
Od 1983 do 1988 pomagał w utworzeniu Syjonistycznego Forum dla Żydów z Krajów Sowieckich, był także członkiem Zarządu Jerozolimskiej Korporacji Ekonomicznej i sekretarzem jerozolimskiej gałęzi związku zawodowego Histadrut. Od 1993 do 1996 pełnił stanowisko dyrektora generalnego partii Likud, a w latach 1996–1997 był dyrektorem generalnym biura premiera.

### Nasz Dom Izrael
W 1999 utworzył i objął przywództwo w partii Nasz Dom Izrael, wydawał także gazetę Yoman Yisraeli.
Został wybrany do Knesetu w 1999, gdzie pełnił stanowisko prezesa Izraelsko-Mołdawskiej Parlamentarnej Ligi Przyjaźni.
W marcu 2001, Lieberman został mianowany ministrem infrastruktury, ale zrezygnował z tego stanowiska w marcu 2002 roku. W 2003 roku Nasz Dom Izrael startował w koalicji z Unią Narodową, Lieberman zdobył ponownie mandat poselski, jednak już 26 marca z niego zrezygnował, by objąć tekę ministra transportu (jego miejsce w Knesecie zajął Eli’ezer Kohen). Lieberman ostro opowiadał się przeciwko planowi likwidacji osiedli żydowskich w strefie Gazy, zamiast tego w maju 2004 roku zaproponował separację terytoriów zamieszkanych przez obie nacje. Plan ów stanowił, iż tylko ci Arabowie, którzy czują się „związani z Państwem Izrael” i byli „całkowicie mu lojalni”, mogliby pozostać w Izraelu. Jednak 30 maja premier Ariel Szaron odrzucił plan Liebermana, oświadczając m.in. „Uznajemy izraelskich Arabów za część Państwa Izrael”. 4 czerwca 2004 roku, z powodu narastających sprzeciwów wobec planu Szarona, premier usunął Liebermana z rządu.
Jako lider ugrupowania Nasz Dom Izrael, partii w większości złożonej z imigrantów z krajów byłego Związku Radzieckiego, opowiadał się za odbieraniem obywatelstwa izraelskiego niektórym Arabom izraelskim oraz urządzaniem „testów na lojalność” dla pozostałych.

### Wybory parlamentarne 2006
W wyborach do Knesetu w 2006 roku, partia Liebermana uzyskała 11 miejsc (na 120), co w dużej mierze było zasługą zatrudnienia amerykańskiego eksperta od kampanii wyborczych, Arthura Finkelsteina. Był to wielki sukces tego ugrupowania, wykorzystującego slogan „Niet, Niet, Da” („Nie, Nie, Tak”) – opisującego sposób głosowania na ugrupowania odpowiednio Netanjahu, Olmerta i Liebermana.
Jisra’el Betenu nie weszło początkowo do rządu Olmerta. Sam Lieberman, niedługo po wyborach „zasłynął” swoją wypowiedzią z 5 maja, iż ci z arabskich deputowanych do Knesetu, którzy spotykają się z liderami Hamasu i Hezbollahu, powinni zostać osądzeni jako zdrajcy i kolaboranci.
W sondażu opublikowanym w gazecie Jedi’ot Acharonot z 21 września 2006 roku, Lieberman znalazł się na drugim miejscu pod względem popularności, zaraz po Binjaminie Netanjahu. Ehud Olmert zajął dopiero piąte miejsce, uzyskując poparcie rzędu 7%.

### Umowa koalicyjna

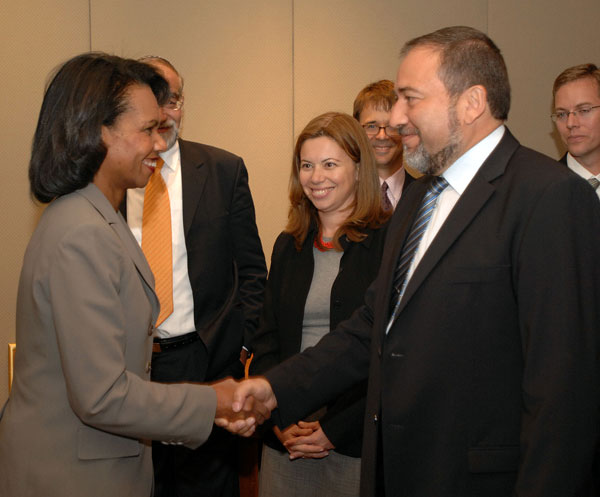
Condoleezza Rice i Awigdor Lieberman

23 października 2006 roku, porozumienie koalicyjne z Kadimą postawiło Izraelską Partię Pracy w niełatwym położeniu, ponieważ poprzednio wielu jej prominentnych członków wyrażało sprzeciw wobec zasiadania z Liebermanem w jednym rządzie. Minister kultury, sportu, nauki i technologii, Ofir Pines-Paz powiedział m.in. minister ds. strategicznych to żart. Lieberman sam w sobie jest strategicznym zagrożeniem, i dalej: Zrobię wszystko co w mojej mocy aby zapobiec wejściu tej partii do rządu.

### Wyjście z rządu
Wkrótce potem, jak Ehud Olmert podjął rozmowy pokojowe z palestyńskim prezydentem Mahmudem Abbasem, Lieberman zagroził opuszczeniem koalicji rządzącej. Stało się tak 17 stycznia 2008 roku – szef Jisra’el Betenu oświadczył, że jego partia wychodzi z rządu, ponieważ Kadima ma zamiar oddać Palestyńczykom ziemie zajęte w 1967 roku. Wyjście Liebermana z rządu oznaczało tylko 67 mandatów parlamentarnych kontrolowanych przez zwolenników gabinetu Olmerta.

### Minister spraw zagranicznychw drugim rządzie Netanjahu
Po wyborach w 2009 roku, w wyniku których lider Likudu Binjamin Netanjahu utworzył koalicję rządową, Lieberman wszedł 31 marca 2009 w skład gabinetu jako wicepremier i minister spraw zagranicznych. 18 grudnia 2012 zrezygnował z piastowanej funkcji ze względu na oskarżenia korupcyjne.

### Minister spraw zagranicznych w trzecim rządzie Netanjahu
W listopadzie 2013 został oczyszczony z zarzutów i 11 listopada 2013 ponownie zaprzysiężono go na stanowisku szefa MSZ w nowym rządzie Binjamina Netanjahu. Funkcję tę sprawował do 14 maja 2015 kiedy zaprzysiężono kolejny rząd Netanjahu.

### Wybory parlamentarne 2015
Nasz Dom Izrael zdobył w wyborach tylko 6 miejsc w parlamencie, czyli o 4 mniej niż w poprzednich wyborach, gdy startował ze wspólnej listy z Likudem.
Lieberman toczył W 2015 rozmowy koalicyjne z Netanjahu, jednak ostatecznie Nasz Dom Izrael nie wszedł do koalicji rządowej. Partia dołączyła do koalicji rok później a Lieberman i Sofa Landwer objęli ministerstwa Obrony i Absorpcji Imigrantów. Lieberman zrezygnował z miejsca w Knesecie, mandat po nim objęła Julia Malinowski. W listopadzie 2018 Lieberman zadecydował o opuszczeniu koalicji, w wyniku rozejmu jaki zawarł Netanjahu z Hamasem. Była to z kolei odpowiedź na serie ataków rakietowych ze Strefy Gazy na miasta izraelskie – głównie Aszkelon, Aszdod, Kirjat Malachi, osiedla wokół Strefy Gazy i na Negewie. Lieberman opowiadał się za stanowczą, zbrojną odpowiedzią wobec ataków, a porozumienie zawarte przez Netanjahu nazwał „kapitulacją wobec terroru”, w świetle której nie może brać dalej udziału w pracach rządu. Stało się to jedną z przyczyn przyśpieszenia kolejnych wyborów. Na mocy tzw. prawa norweskiego powrócił do ław 20. Knesetu w miejsce Julii Malinowski.

### Wybory parlamentarne 2019
W wyborach parlamentarnych w kwietniu 2019 roku Nasz Dom Izrael zajął 7. miejsce zdobywając 172 933 głosów (4,02%). Przełożyło się to na 5 mandatów w Knesecie XXI kadencji. Lieberman uzyskał reelekcję, a w konsultacjach prowadzonych przez prezydenta Riwlina w celu rekomendacji co do obsady stanowiska szefa rządu wskazał na Netanjahu. Rozpoczął z nowym-starym premierem negocjacje co do wejścia do koalicji rządowej.
Brak porozumienia pomiędzy Liebermanem a Netanjahu sprawił, iż nie udało się powołać nowego rządu. W związku z tym 29 maja Kneset przegłosował większością 74:25 samorozwiązanie. Nowe wybory parlamentarne zaplanowano na 17 września.

## Życie prywatne
Lieberman jest żonaty, ma trójkę dzieci.